# Beleza Americana
American Beauty (Beleza Americana, no Brasil e em Portugal) é um filme dramático norte-americano de 1999 dirigido por Sam Mendes e escrito por Alan Ball. Kevin Spacey é o protagonista do filme no papel de Lester Burnham, um homem que enfrenta uma crise da meia-idade ao se apaixonar por Angela, a melhor amiga de sua filha adolescente. O elenco é composto por Annette Bening no papel da esposa materialista de Lester, Carolyn, e Thora Birch que interpreta a filha insegura do casal, Jane; Mena Suvari, Wes Bentley, Chris Cooper e Allison Janney completam o elenco. O filme foi descrito por acadêmicos como uma sátira das noções sobre beleza e satisfação pessoal da classe média norte-americana; a análise se focou na exploração dos temas de amor romântico e paterno, sexualidade, beleza, materialismo, alienação, libertação pessoal e redenção.
Ball começou a trabalhar no argumento de American Beauty no início da década de 1990 com o intuito de escrever uma peça de teatro, inspirado em parte pela cobertura do julgamento de Amy Fisher em 1992. O argumento foi arquivado após perceber que a história não funcionaria no teatro. Depois de alguns anos como roteirista de televisão, Ball retomou a ideia em 1997 quando tentava entrar na indústria do cinema. O roteiro, modificado, possuía uma visão cínica inspirada na frustração de Ball com os prazos para escrever várias comédias de situação. Os produtores Bruce Cohen e Dan Jinks levaram American Beauty até a DreamWorks SKG; o estúdio comprou o roteiro de Ball por 250 000 dólares. A DreamWorks financiou o filme com quinze milhões de dólares e serviu como a distribuidora norte-americana. American Beauty marcou a estreia no cinema do aclamado diretor de teatro Mendes, cortejado depois de suas produções bem sucedidas dos musicais Oliver! e Cabaret. Mesmo assim, Mendes recebeu o trabalho depois de vinte outros terem sido considerados e vários diretores "A" terem recusado.
Spacey foi a primeira escolha de Mendes para o papel de Lester, apesar da DreamWorks ter pedido que o diretor procurasse atores mais conhecidos; similarmente, o estúdio sugeriu várias atrizes para o papel de Carolyn até Mendes oferecer o papel a Bening sem autorização. As filmagens ocorreram de dezembro de 1998 até fevereiro de 1999 nos estúdios da Warner Bros., em Burbank, Califórnia, e em locações na cidade de Los Angeles. O estilo dominante de Mendes foi deliberado e composto; ele fez uso extensivo de planos estáticos, zooms e passadas lentas para gerar tensão. O diretor de fotografia Conrad Hall complementou o estilo do diretor com composições pacíficas para os planos, contrastando com os eventos turbulentos vistos em tela. Durante a edição, Mendes fez várias mudanças que deram ao filme um tom menos cínico.
Lançado na América do Norte em 15 de setembro de 1999, American Beauty foi bem recebido pela crítica e pelo público, arrecadando mais de 350 milhões de dólares em bilheteria. Os críticos aplaudiram a maior parte dos aspectos da produção, com ênfase em particular para Mendes, Ball e Spacey; críticas tendiam a se focar na familiaridade das personagens e na ambientação. A DreamWorks fez uma grande campanha para aumentar as chances de sucesso de American Beauty no Oscar 2000, em que venceu os prêmios de Melhor Filme, Melhor Diretor, Melhor Roteiro Original, Melhor Ator e Melhor Fotografia.

## Enredo
Lester Burnham é um homem de meia idade que odeia o seu trabalho.  A sua esposa, Carolyn, é uma ambiciosa corretora de imóveis; a filha de dezesseis anos do casal, Jane, abomina seus pais e tem baixa auto estima. Os novos vizinhos dos Burnham são o Coronel do Corpo de Fuzileiros Navais Frank Fitts e a sua introvertida esposa, Barbara; o seu filho adolescente, Ricky, é um fumante de maconha e traficante de drogas quem o coronel sujeita a um estilo de vida autoritário. Ricky grava o seu arredor com uma câmera, guardando dúzias de filmes em seu quarto.

Lester e Carolyn Burnham, o casal em torno do qual gira a trama do enredo.

Lester fica atraído por Angela Hayes, amiga de Jane, depois de vê-la em uma apresentação durante o intervalo de um jogo de basquetebol. Ele começa a ter fantasias sexuais com ela, onde pétalas de rosas são um tema recorrente. Carolyn começa a ter um caso com seu rival de negócios, Buddy Kane. Lester é informado que será despedido depois de escrever sua descrição de trabalho como um insulto ao especialista que a pediu, porém chantageia seu chefe por sessenta mil dólares (ameaçando acusá-lo de assédio sexual) e se demite, arrumando emprego em uma lanchonete. Ele compra o carro de seus sonhos e começa a se exercitar depois de ouvir Angela dizer que o acharia mais atraente se Lester melhorasse seu físico. Ele começa a fumar maconha comprada de Ricky, flertando com Angela toda vez que ela visita Jane. A amizade das duas esfria e Jane se envolve com Ricky; eles se aproximam a partir daquilo que Ricky considera seu vídeo mais precioso: uma sacola plástica ao vento.
Lester descobre a infidelidade de Carolyn, porém fica indiferente. Buddy dá um tempo no caso, dizendo estar enfrentando um divórcio potencialmente caro. O Cel. Fitts passa a suspeitar da amizade de Ricky e Lester, e descobre um vídeo feito pelo filho mostrando Lester se exercitando nu, filmado por acaso. Depois de ver Ricky e Lester pela janela da garagem, o coronel erroneamente conclui que eles estão sexualmente envolvidos. Ele bate em Ricky e o acusa de ser homossexual. Ricky falsamente admite as acusações para ser expulso de casa. Apesar das objeções de Angela, Ricky convence Jane a fugirem juntos para Nova Iorque.
O Cel. Fitts confronta Lester e tenta beijá-lo; Lester o repulsa e o coronel foge. Lester encontra uma deprimida Angela, e começa a seduzi-la. Depois de descobrir que Angela é virgem, ele para; os dois acabam se aproximando ao partilharem suas frustrações. Angela vai para o banheiro e Lester sorri ao ver uma foto de família na cozinha. Um tiro é ouvido e sangue se espalha pela parede. Ricky e Jane encontram o corpo de Lester, ainda sorrindo. Carolyn chora no quarto enquanto abraça as roupas do marido, e o coronel volta para casa, ensanguentado, e com uma arma faltando em sua coleção. A narração final de Lester descreve as experiências significativas que ele teve em vida, explicando que, apesar de sua morte, ele está feliz, já que "é difícil ficar bravo quando há tanta beleza no mundo".

## Elenco
- Mena Suvari como Angela Hayes
- Kevin Spacey  como  Lester Burnham
- Annette Bening como Carolyn Burnham
- Thora Birch como Jane Burnham
- Wes Bentley como Ricky Fitts
- Chris Cooper como Coronel Frank Fitts
- Allison Janney como Barbara Fitts
- Peter Gallagher como Buddy Kane
- Scott Bakula como Jim Olmeyer
- Sam Robards como Jim Berkley

## Temas e análises

### Múltiplas interpretações
Acadêmicos já ofereceram várias possíveis leituras para American Beauty; críticos de cinema estão similarmente divididos, não quanto a qualidade do filme mas quanto suas interpretações. Descrito por muitos como sobre "o significado da vida", "identificação de gênero" ou "a existência vazia dos subúrbios americanos", o filme desafiou categorização até por parte dos cineastas. Mendes é indecisivo, dizendo que o roteiro parecia ser sobre algo diferente toda vez que o lia: "uma história de mistério, uma viagem caleidoscópica através do subúrbio americano, uma série de histórias de amor … era sobre aprisionamento … solidão [e] beleza. Foi engraçado; foi zangado, triste". O crítico literário e autor Wayne C. Booth conclui que o filme resiste a qualquer interpretação: "[American Beauty] não pode ser adequadamente resumido como 'aqui está uma sátira do que há de errado com a vida americana'; que minimiza a celebração da beleza. É mais tentador resumi-lo como 'um retrato subjacente das misérias e delitos americanos'; mas que minimiza as cenas de crueldade e horror, e o desgosto de Ball por nossos costumes. Também não pode ser resumido com as afirmações filosóficas de Lester e Ricky sobre o que é a vida e como se deve vivê-la…" Ele discute que o problema de interpretar o filme está ligado com o de encontrar seu centro – uma voz controladora que "[une] todas as escolhas". Ele afirma que no caso de American Beauty não é Mendes nem Ball. Mendes considera que a voz é a de Ball, mas mesmo que o roteirista tenha exercido uma "forte influência" no cenário, ele frequentemente teve de aceitar desvios de sua visão original, particularmente aqueles que transformaram o tom cínico do roteiro em algo mais otimista. Com "inúmeras vozes se intrometendo na do autor", Booth diz que aqueles que interpretam American Beauty "se esqueceram de analisar o centro evasivo"; o verdadeiro controlador do filme é a energia criativa "que centenas de pessoas colocaram na produção, concordando e discordando, inserindo e retirando".

### Aprisionamento e redenção

O reflexo de Lester no monitor tem a intenção de lembrar um homem dentro de uma cela, evocando o tema pretendido pelo diretor de aprisionamento e fuga do aprisionamento.

Mendes disse que American Beauty era um filme rito de passagem sobre aprisionamento e fuga do aprisionamento. A monotonia da existência de Lester é estabelecida através de seu local de trabalho cinza e indefinível, e suas roupas sem personalidade. Nessas cenas, ele é frequentemente filmado como se estivesse preso, "reiterando rituais que dificilmente o agradam". Ele se masturba nos confins de seu chuveiro; o chuveiro evoca uma cela de prisão e o plano é o primeiro de muitos onde Lester está confinado atrás de barras ou dentro de quadros, como quando ele é refletido atrás de colunas de números no monitor de seu computador, "confinado [e] quase riscado". O autor e acadêmico Jody W. Pennington discute que a jornada de Lester é o centro da história. Seu redespertar sexual ao conhecer Angela é o primeiro de vários momentos de clímax, já que ele começa a "[jogar] fora as responsabilidades da vida confortável que ele veio a desprezar". Depois de Lester fumar maconha com Ricky, seu espírito é libertado e ele começa a se rebelar contra Carolyn. Alterado pela "atrativa e profunda confiança" de Ricky, Lester fica convencido que Angela é alcançável e vê que deve questionar sua "existência suburbana materialista, banal e tediosa"; ele arranja um emprego em uma lanchonete, que permite seu regresso a um ponto onde ele pode "ver toda sua vida à frente".
Quando Carolyn pega Lester se masturbando, sua réplica raivosa sobre a falta de intimidade dos dois é a primeira vez que ele diz em voz alta o que pensa sobre ela. Ao confrontar a situação e o "investimento superficial em outros" de Carolyn, Lester tenta "reconquistar uma voz em uma casa que [respeita apenas] a voz de uma mãe e de uma filha". Seu clímax final vem quando ele e Angela quase fazem sexo; depois dela confessar sua virginidade, Lester não mais a considera um objeto sexual, porém uma filha. Ele a abraça e "a cobre". Mendes chama de "o fim mais satisfatório para a jornada [de Lester] do que qualquer outro". Com essas cenas finais, Mendes queria mostrar Lester na conclusão de sua "aventura mítica". Ele pega um cerveja da geladeira e a câmera vai em sua direção, então pára em um corredor que ele anda "para encontrar seu destino". Tendo voltado a agir como alguém de sua idade, Lester alcança o encerramento. Enquanto sorri para uma fotografia de família, a câmera lentamente vai para a parede da cozinha, sobre a qual sangue é derramado quando um tiro é ouvido; o suave movimento de câmera reflete a paz em sua morte. Seu corpo é encontrado por Ricky e Jane. Mendes disse que Ricky olhando para os olhos mortos de Lester é "a culminação do tema" do filme: a beleza pode ser encontrada onde menos se espera.

### Conformidade e beleza
Como outros filmes norte-americanos de 1999 – Fight Club, Bringing Out the Dead e Magnolia – American Beauty instrui o público a "[ter] uma vida mais significativa". O filme discute o caso contra a conformidade, mas não nega que as pessoas precisam dela e a querem; até as personagens homossexuais apenas querem se misturar. Jim e Jim, os outros vizinhos dos Burnham, são uma sátira do "casal gay burguês", quem "[investe] na mesmice anestesiante" que o filme critica nos casais heterossexuais. A acadêmica e autora Sally R. Munt discute que American Beauty usa suas decorações para dirigir sua mensagem de não-conformidade primariamente às classes médias, e que essa abordagem é um "cliché de preocupações da burguesia … com a premissa subjacente sendo que a luxúria de encontrar um 'eu' individual através da negação e da renunciação está sempre aberta para aqueles ricos o bastante para escolher, e astutos o bastante para que simpaticamente se apresentem como rebeldes".
O professor Roy M. Anker discute que o centro temático do filme é sua ordem ao público para "olhar bem de perto". A abertura combina o não familiar ponto de vista do bairro dos Burnham com a narração de Lester admitindo sua morte em breve, forçando o público a considerar sua própria mortalidade e a beleza ao seu redor. Também estabelece uma série de mistérios; diz Anker, "de que lugar exatamente, e de que estado de ser, ele está contando essa história? … se ele já está morto, por que se importar com o que é que ele deseja dizer sobre seu último ano entre os vivos? … Também há a pergunta de como Lester morreu – ou vai morrer". Anker acredita que a cena precedente – a discussão de Jane com Ricky sobre a possibilidade de matar seu pai – adiciona mais mistério. A professora Ann C. Hall discorda; ela diz que apresentando uma resolução para o mistério bem cedo, permite-se que o público coloque de lado essa questão para "ver o filme e seus pontos mais filosóficos". Através dessa examinação da vida, renascimento e morte de Lester, American Beauty satiriza as noções da classe média norte-americana sobre o significado de beleza e satisfação. Até a transformação de Lester apenas ocorre devido a possibilidade de sexo com Angela; ele então permanece um "disposto devoto da exaltação da pubescente sexualidade masculina nas mídias populares como um caminho para plenitude pessoal". Carolyn é similarmente movida pelas visões convencionais de felicidade; desde sua crença em felicidade doméstica de uma casa arrumada até seu carro e suas roupas de jardinagem, seu domínio é uma "atraente visão milenar americana do […] Éden". Os Burnham não sabem que são "materialistas filosoficamente, e consumidores devotos fisicamente", que esperam que os "rudimentos da beleza americana" lhes confira felicidade. Anker discute que "eles não tem esperança em face da economia embelezada e dos estereótipos sexuais … que eles e sua cultura designaram para sua salvação".
O filme apresenta Ricky como seu "visionário … seu centro mítico e espiritual". Ele vê a beleza nas minúcias da vida diária, filmando tudo que for possível com medo de perder algo. Ele mostra a Jane aquilo que considera sua gravação mais bela: uma sacola plástica, voando ao vento em frente de uma parede. Ele diz que capturando o momento foi quando percebeu que existe uma "vida inteira por de trás das coisas"; ele acha que "há tanta beleza no mundo que sinto que não posso aguentar … e meu coração vai desmoronar". Anker discute que Ricky, ao olhar além da "escória cultural", "[compreendeu] o radiante esplendor do mundo criado" para ver Deus. Enquanto o filme progride, os Burnham se aproximam da visão de Ricky sobre o mundo. Lester apenas renega a satisfação pessoal no fim do filme. Na iminência de ter relações sexuais com Angela, ele volta a si depois dela admitir sua virgindade. Subitamente confrontado com uma criança, ele começa a tratá-la como uma filha; ao fazer isso, Lester vê Angela, sua família e ele mesmo como "as criaturas pobres e frágeis, mas maravilhosas que são". Ele olha para uma foto de sua família em tempos felizes, e morre tendo uma epifania que o infunde com "admiração, felicidade e gratidão" – ele finalmente viu o mundo como ele realmente é.

Nas fantasias sexuais de Lester, rosas são usadas para simbolizar seu desejo por Angela.

De acordo com Patti Bellantoni, as cores são usadas de forma simbólica durante todo o filme, nenhuma mais do que o vermelho, que é uma importante assinatura temática que move a história e "[define] o arco de Lester". Visto pela primeira vez em meio de cores monótonas que refletem sua passividade, Lester se cerca de vermelho enquanto reconquista sua individualidade. A rosa é usada repetidas vezes como um símbolo; quando Lester fantasia sobre Angela, ela normalmente está nua e cercada por pétalas. Nessas cenas, a rosa simboliza o desejo de Lester. Quando associada a Carolyn, a rosa representa uma "fachada para o sucesso suburbano". Rosas são incluídas em quase todos os planos dentro da casa dos Burnham, onde significam "uma máscara cobrindo a realidade sem vida e sem beleza". Carolyn acha que "enquanto puder haver rosas, tudo está bem". Ela as corta e as coloca em vasos, onde adornam sua "visão demasiadamente vistosa do que é beleza" e começam a morrer. As rosas na cena de sedução Lester–Angela simbolizam a vida anterior de Lester e Carolyn; a câmera se aproxima enquanto os dois se aproximam, finalmente tirando as rosas – e, portanto, Carolyn – do plano. A epifania de Lester no final é expressada através da chuva e do vermelho, construindo um crescendo que deliberadamente contrasta com a libertação de seus sentimentos. O uso constante da cor "leva [o público] subliminarmente" a se acostumar com ela; consequentemente, deixa o mesmo público despreparado quando Lester é baleado e seu sangue se espalha pela parede.

### Sexualidade e repressão
Pennington discute que American Beauty define suas personagens através da sexualidade. As tentativas de Lester de reviver sua juventude são um resultado direto de seu desejo por Angela, e o estado de sua relação com Carolyn é em parte mostrado através da falta de contato sexual. Também sexualmente frustrada, Carolyn tem um caso que a tira de seu "perfeccionismo frio" para uma alma mais despreocupada que "[canta] alegremente junto com" a música no carro. Jane e Angela constantemente se referem ao sexo, através das descrições de Angela de suas supostas relações e pelo modo como as garotas se referem uma a outra. Suas cenas de nudez são usadas para comunicar vulnerabilidade. No final do filme, a influência de Angela em Jane diminuiu até o ponto em que o único poder que ela tem sobre a amiga é a atração de Lester. O Cel. Fitts reage em desgosto ao conhecer Jim e Jim; pergunta, "Como podem essas bichonas se esfregarem na sua cara? Como podem ser tão descarados?" Ricky responde, "É isso, pai – eles acham que não há nada para se envergonhar". Pennington acha que a reação não é homofóbica, mas uma "auto-indagação angustiada".
Junto com outros filmes da virada do século como In the Company of Men (1997), Fight Club (1999), Boys Don't Cry (1999) e American Psycho (2000), American Beauty "levanta a questão mais ampla, e amplamente explorada da crise da masculinidade". O professor Vincent Hausmann diz que em seus reforços da masculinidade "contra ameaças representadas pela guerra, pelo consumismo, pelo feminismo e desafios estranhos", esses filmes apresentam a necessidade de "focar, e até privilegiar" aspectos da masculinidade "considerados 'desviantes'". A transformação de Lester transmite "que ele, e não a mulher, tem suportado o peso da [falta de ser]" e ele não vai ficar para ser castrado. Lester tenta "fortalecer a masculinidade tradicional" do conflito com as responsabilidades de ser pai. Apesar do filme mostrar o modo como retorna a esse papel de forma positiva, ele não se torna "a figura hipermasculina implicitamente celebrada em filmes como Fight Club". Hausmann conclui que o comportamento de Lester com Angela é "um passo equivocado, mas quase necessário em direção a se tornar um pai novamente".
Hausmann diz que o filme "explicitamente afirma a importância de manter a proibição contra o incesto"; um tema recorrente nas obras de Ball em sua comparação de tabus contra o incesto e homossexualidade. Em vez de fazer uma distinção explícita, American Beauty analisa como repressão pode levar a vilolência. O Cel. Fitts é tão envergonhado de sua homossexualidade que isso o faz assassinar Lester; por comparação, os abertamente gays Jim e Jim são as personagens mais bem ajustadas do filme. Ball disse, "O filme é em parte sobre como a homofobia é baseada no medo e na repressão e sobre o que [elas] podem fazer". O filme sugere dois desejos incestuosos não satisfeitos: a perseguição de Lester por Angela é uma manifestação de seu desejo pela própria filha, enquanto a repressão do Cel. Fitts é exposta através da disciplina quase sexualizada com que controla Ricky. Consequentemente, Ricky percebe que o único modo de machucar o pai é falsamente admitindo ser homossexual. O Cel. Fitts representa o pai de Ball, cujos desejos homossexuais reprimidos o levaram a sua própria infelicidade. Ball reescreveu o Cel. Fitts para adiar a revelação de sua homossexualidade, que Munt interpreta como um possível "adiamento das próprias fantasias patriarcal-incestuosas de Ball".

### Temporalidade e música

O filme possui cenas similares em termos de mise en scène, como os jantares dos Burnham.

American Beauty segue uma estrutura narrativa tradicional, desviando-se apenas com a cena de abertura entre Ricky e Jane tirada do meio da história. Apesar do enredo acontecer durante um período de um ano, o filme é narrado por Lester no momento de sua morte. A Dr.ª Jacqueline Furby diz que o enredo "ocupa … nenhum momento [ou] todos os momentos", citando a afirmação de Lester que sua vida não passou diante de seus olhos, mas que ela "se alonga eternamente como um oceano de tempo". Furby discute que o "ritmo de repetição" forma o núcleo da estrutura do filme. Por exemplo, duas cenas mostram os Burnham se sentando para jantar, filmadas do mesmo ângulo. Cada imagem é similar, com pequenas diferenças na disposição dos objetos e nos sinais corporais que refletem a mudança de dinâmica na  assertividade de Lester. Outro exemplo são as cenas em que Jane e Ricky filmam o outro. Ricky filma Jane da janela de seu quarto enquanto ela tira seu sutiã, e a imagem é depois invertida para uma similarmente "voyeurista e exibicionista" em que Jane filma Ricky em momento vulnerável no quarto.
As fantasias de Lester são enfatizadas por câmeras lentas e planos em movimento; Mendes usou cortes retroativos duplos e triplos em várias sequências, e a trilha sonora se altera para deixar claro ao público que ele está entrando em uma fantasia. Enquanto as líderes de torcida fazem seu espetáculo de intervalo ao som de "On Broadway", Lester fica cada vez mais fixado em Angela. O tempo diminui de velocidade para representar sua "hipnóse voyeurista", e Lester começa a fantasiar que Angela está dançando apenas para ele. "On Broadway" – que proporciona uma trilha convencional para a ação em cena – é substituída por uma música percussiva e dissonante que não possui melodia nem progressão. A trilha não-diegética é importante para criar uma estase narrativa na sequência; ela transmite um momento que para Lester é estendido indeterminadamente. O efeito é um que o professor Stan Link compara ao conceito de "tempo vertical", descrito pelo compositor e teórico musical Jonathan Kramer como música que confere "um único presente estendido em uma duração enorme, um 'agora' potencialmente infinito que mesmo assim parece apenas um instante". A música é usada como uma deixa visual para que Lester e a trilha olhem para Angela. A sequência se encerra com a volta repentina de "On Broadway" e o tempo normal.
De acordo com Drew Miller, a trilha sonora dá as psiques das personagens uma "voz inconsciente" e complementa o subtexto. O uso mais óbvio da música popular "acompanha e dá contexto as" tentativas de Lester para realcançar sua juventude; reminiscente de como a contracultura da década de 1960 combateu a repressão norte-americana através das drogas e da música, Lester começa a fumar maconha e escutar rock. As escolhas de música de Mendes "progridem pela história da música popular americana". Miller discute que apesar de algumas serem muito familiares, há um elemento de paródia funcionando, "fazendo um bem para o encorajamento [do filme] para que o público olhe bem de perto". Ao final do filme, a trilha original de Thomas Newman aparece mais proeminentemente, criando um "andamento perturbador" que combina com a tensão dos visuais. A exceção é "Don't Let It Bring You Down", que toca durante a sedução de Lester por Angela. Inicialmente apropriada, seu tom entra em conflito quando a sedução pára. A letra, que fala de "castelos queimando", pode ser vista como uma metáfora para a visão que Lester tem de Angela – "o exterior rosado e movido pela fantasia" – enquanto queima para revelar "a tímida garota que, como sua esposa, intencionalmente desenvolveu um falso eu público".

## Produção

### Desenvolvimento
Em 1997, Alan Ball resolveu tentar entrar na indústria do cinema após vários e frustrantes anos escrevendo para os sitcons televisivos Grace Under Fire e Cybill. Ele entrou na United Talent Agency, onde seu representante, Andrew Cannava, sugeriu que ele escrevesse um roteiro especulativo para se "reintroduzir a todos como um roteirista". Ball mostrou três ideias a Cannava: duas comédias românticas convencionais e American Beauty, que ele havia inicialmente concebido como uma peça de teatro no início da década de 1990. Apesar da falta de um conceito facilmente comercializável na história, Cannava selecionou American Beauty porque ele achou que era a que Ball tinha maior paixão. Ao desenvolver o roteiro, Ball criou outro sitcom televisivo, Oh, Grow Up. Ele canalizou sua frustração e raiva por ter de ceder as exigências da emissora naquele programa – e em Grace Under Fire e Cybill – ao escrever American Beauty.
Ball não esperava vender o roteiro, acreditando que ele atuaria mais como um chamariz, porém American Beauty atraiu a atenção de várias companhias. Cannava passou o roteiro para vários produtores, incluindo Dan Jinks e Bruce Cohen, que foram até a DreamWorks SKG. Com a ajuda dos executivos  Glenn Williamson e Bob Cooper, e Steven Spielberg em sua capacidade de parceiro do estúdio, Ball foi convencido a desenvolver o projeto na DreamWorks; ele recebeu garantias do estúdio – conhecido na época por ser convencional – de que "as bordas não seriam passadas a ferro". Em um movimento não usual, em abril de 1998, a DreamWorks decidiu comprar direto o roteiro por 250 000 dólares, superando a Fox Searchlight Pictures, October Films, Metro-Goldwyn-Mayer e Lakeshore Entertainment. A DreamWorks planejava fazer o filme com um orçamento de seis a oito milhões de dólares.

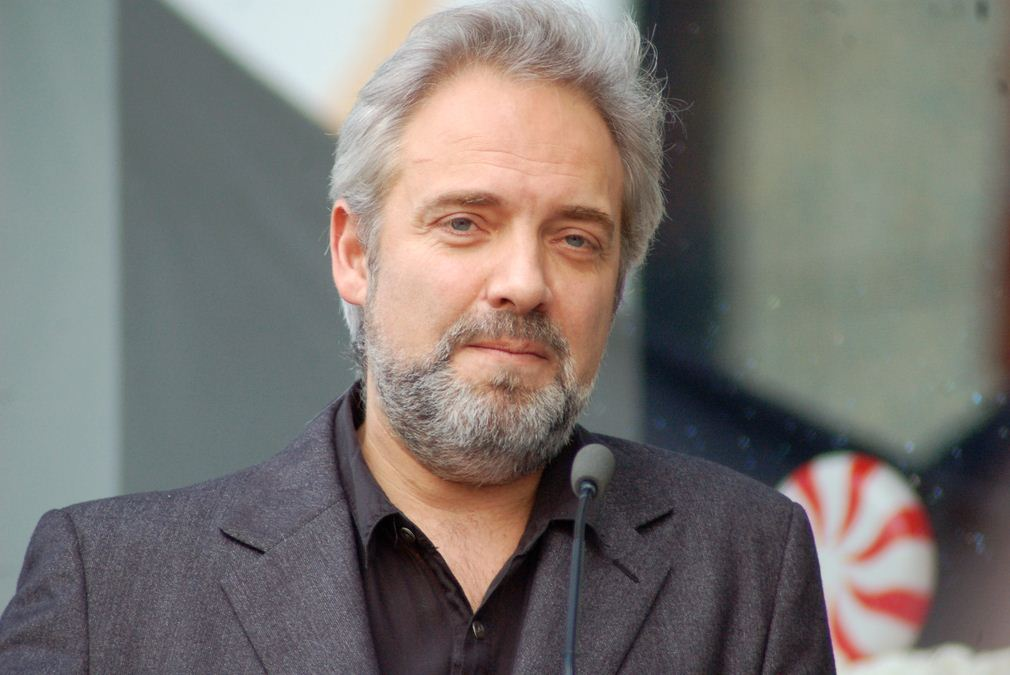
Sam Mendes apenas foi escolhido para a direção após vários outros diretores terem recusado a oportunidade.

Jinks e Cohen envolveram Ball durante o desenvolvimento do filme, o incluindo na seleção de elenco e diretor. Os produtores se encontraram com por volta de vinte diretores interessados, vários dos quais eram considerados de "nível A" na época. Ball não estava interessado em diretores bem conhecidos porque ele acreditava que o envolvimento de um deles aumentaria o orçamento e faria a DreamWorks ficar "nervosa sobre o conteúdo". Mesmo assim, o estúdio ofereceu o filme a Mike Nichols e Robert Zemeckis; ambos recusaram. No mesmo ano, Sam Mendes (então um diretor de teatro) reviveu o musical Cabaret em Nova Iorque com o também diretor Rob Marshall. Beth Swofford da Creative Artists Agency marcou encontros para Mendes com os executivos do estúdio em Los Angeles para ver se a direção de cinema era uma possibilidade. Mendes teve o primeiro contato com American Beauty em uma pilha de oito roteiros na casa de Swofford, e imediatamente soube que era aquele que desejava fazer; no início de sua carreira, ele foi inspirado em como o filme Paris, Texas (1984) apresentou os Estados Unidos moderno como uma paisagem mítica, vendo esse mesmo tema em American Beauty, como também paralelos com sua própria infância. Mendes mais tarde se encontrou com Spielberg; impressionado pelas produções de Cabaret e Oliver!, Spielberg o encorajou a considerar American Beauty.
Mendes ainda teve de convencer os executivos da DreamWorks a lhe deixarem dirigir. Ele já tinha discutido o filme com Jinks e Cohen, e sentiu que eles o apoiavam. Ball também apoiava; tendo visto Cabaret, ele ficou impressionado com o "afiado senso visual" de Mendes e achou que ele não fazia escolhas óbvias. Ball sentiu que Mendes gostava de ver a história por um ângulo diferente, um talento que ele achou ser apropriado para os temas de American Beauty. O histórico do diretor também o tranquilizou, devido ao papel proeminente que o dramaturgo normalmente tem em uma produção teatral. Durante duas reuniões – a primeira com Cooper, Walter F. Parkes e Laurie MacDonald, a segunda apenas com Cooper – Mendes "se vendeu" para o estúdio. O estúdio logo lhe ofereceu um contrato de direção pelo salário mínimo que o Directors Guild of America previa – 150 000 dólares. Mendes aceitou, mais tarde notando que após taxas e a comissão de seu agente ele apenas recebeu 38 000 dólares. Em junho de 1998, a DreamWorks confirmou que Mendes havia sido contratado para dirigir o filme.

### Roteiro
"Acho que eu estava escrevendo sobre … como está ficando cada vez mais difícil viver uma vida autêntica quando vivemos em um mundo que parece se focar na aparência … Em todas as diferenças entre o agora e a [década de 1950], de muitas maneiras isto é apenas uma época conformista … Você vê tantas pessoas lutando para viver uma vida autentica e então quando elas chegam lá se perguntam por que não estão felizes … Eu não percebi isso quando sentei para escrever [American Beauty], porém essas ideias são importantes para mim".

— Alan Ball
Ball parcialmente se inspirou em dois eventos que lhe ocorreram no início da década de 1990. Por volta de 1991–92, ele viu um saco plástico ao vento do lado de fora do World Trade Center. Ele ficou observando o saco por dez minutos, mais tarde dizendo que o objeto lhe provocou uma "resposta emocional inesperada". E em 1992, o roteirista ficou preocupado com o espetáculo que a mídia criou ao redor do julgamento de Amy Fisher. Descobrindo um quadrinho contando o escândalo, ele ficou surpreso com o quão rápido tudo se torna comercializável. Ele disse ter achado que "havia uma história verdadeira por debaixo [que era] mais fascinante e bem mais trágica" do que a história apresentada ao público, e tentou fazer uma peça de teatro com a ideia. Ball produziu por volta de quarenta páginas, mas parou quando percebeu que ela funcionaria melhor como um filme. Ele achou que devido aos temas visuais, e porque cada história das personagens era "intensamente pessoal", American Beauty não poderia ser feito no palco. Todas as personagens principais aparecem nessa versão, porém Carolyn não aparecia proeminentemente; no lugar, Jim e Jim tinham papéis mais importantes.
Ball baseou a história de Lester em aspectos de sua própria vida. A reexaminação que Lester faz de sua vida traça paralelos com sentimentos que Ball teve por volta de seus trinta anos de idade; como Lester, Ball colocava de lado suas paixões para trabalhar em empregos que ele odiava e para pessoas que ele não respeitava. Cenas da família de Ricky refletem as próprias experiências de Ball em sua infância. Ele sempre suspeitou que seu pai era homossexual e usou tal ideia para criar o Cel. Fitts, um homem que "desistiu da chance de ser ele mesmo". Ball disse que a mistura de comédia e drama do roteiro não foi intencional, porém veio de forma inconsciente quando ele colocou a vida em perspectiva. Ele disse que a justaposição produziu um contraste nítido, dando a cada traço mais impacto do que se eles aparecessem sozinhos.
No roteiro que foi enviado a possíveis diretores e atores, Lester e Angela fazem sexo; na época das filmagens, Ball havia reescrito a cena para sua versão final. Ball inicialmente rejeitou conselhos de outros para alterar a cena, acreditando que todos estavam sendo puritanos; o ímpeto final para alterar o que havia sido escrito veio do então presidente da DreamWorks, Walter F. Parkes. Ele convenceu o roteirista de que na mitologia grega, o herói "tem um momento de epifania antes … da tragédia ocorrer". Ball mais tarde admitiu que sua raiva ao escrever o primeiro rascunho o cegou sobre a ideia de que Lester precisava se recusar a fazer sexo com Angela para completar sua jornada emocional – para alcançar a redenção. Jinks e Cohen pediram para que ele não alterasse a cena imediatamente, já que os produtores achavam que seria inapropriado fazer alterações antes de um diretor ser contratado. Os rascunhos iniciais incluíam um flashback para a época do Cel. Fitts nos fuzileiros, uma sequência que inequivocamente o estabelecia como homossexual. Apaixonado por outro fuzileiro, o Cel. Fitts vê o homem morrer e passa a acreditar que está sendo punido pelo "pecado" de ser gay. Ball removeu a sequência por ela não se encaixar com a estrutura do resto do filme – o Cel. Fitts era a única personagem a ter um flashback – e porque removia o elemento surpresa na tentativa dele em Lester.
Ball permaneceu envolvido durante toda a produção; ele havia assinado um contrato para desenvolver um programa de televisão, então teve de conseguir uma permissão de seus produtores para ter um ano de folga e ficar próximo de American Beauty. Ball esteve nos cenários para reescritas e para ajudar na interpretação do roteiro em todos os dias da gravação com a exceção de dois. Suas cenas originais de encerramento – em que Ricky e Jane são acusados do assassinato de Lester depois de serem denunciados pelo Cel. Fitts – foram excluídas na pós-produção; o roteirista posteriormente as achou desnecessárias, dizendo que elas eram reflexos de sua "raiva e cinismo" ao escrever o roteiro. Ball e Mendes revisaram o roteiro duas vezes antes de enviá-lo aos atores, e outras duas vezes antes da primeira leitura conjunta.
O roteiro de filmagem tinha uma cena em que Ricky e Jane conversam sobre morte e beleza enquanto caminham por uma rua; a cena diferia de versões anteriores, que se passava no carro de Angela em uma "grande cena na rodovia" onde os três testemunham um acidente e um corpo morto. A mudança foi uma decisão prática, já que a produção estava atrasada e precisava cortar custos. A agenda requeria dois dias para filmar o acidente, porém apenas meio dia estava disponível. Ball concordou, apenas se a nova cena pudesse manter uma fala de Ricky quando ele reflete sobre já ter visto uma mulher sem teto morta: "Quando você vê algo como aquilo, é como se Deus estivesse olhando bem para você, apenas por um segundo. E se tiver cuidado, você pode olhar de volta", Jane pergunta: "E o que você vê?", Ricky: "Beleza". Ball disse, "Eles queriam cortar aquela cena. Disseram que não era importante. Eu disse, 'Vocês estão todos malucos! É uma das cenas mais importantes do filme!' … Se alguma fala está no coração e espírito desse filme, é essa". Outra cena foi reescrita para acomodar a perda da sequência na rodovia; se passando no pátio da escola, ela representa um "ponto de mudança" para Jane quando ela escolhe ir para casa com Ricky ao invés de ficar com Angela. Ao final das filmagens, o roteiro havia passado por dez versões.

### Seleção de elenco

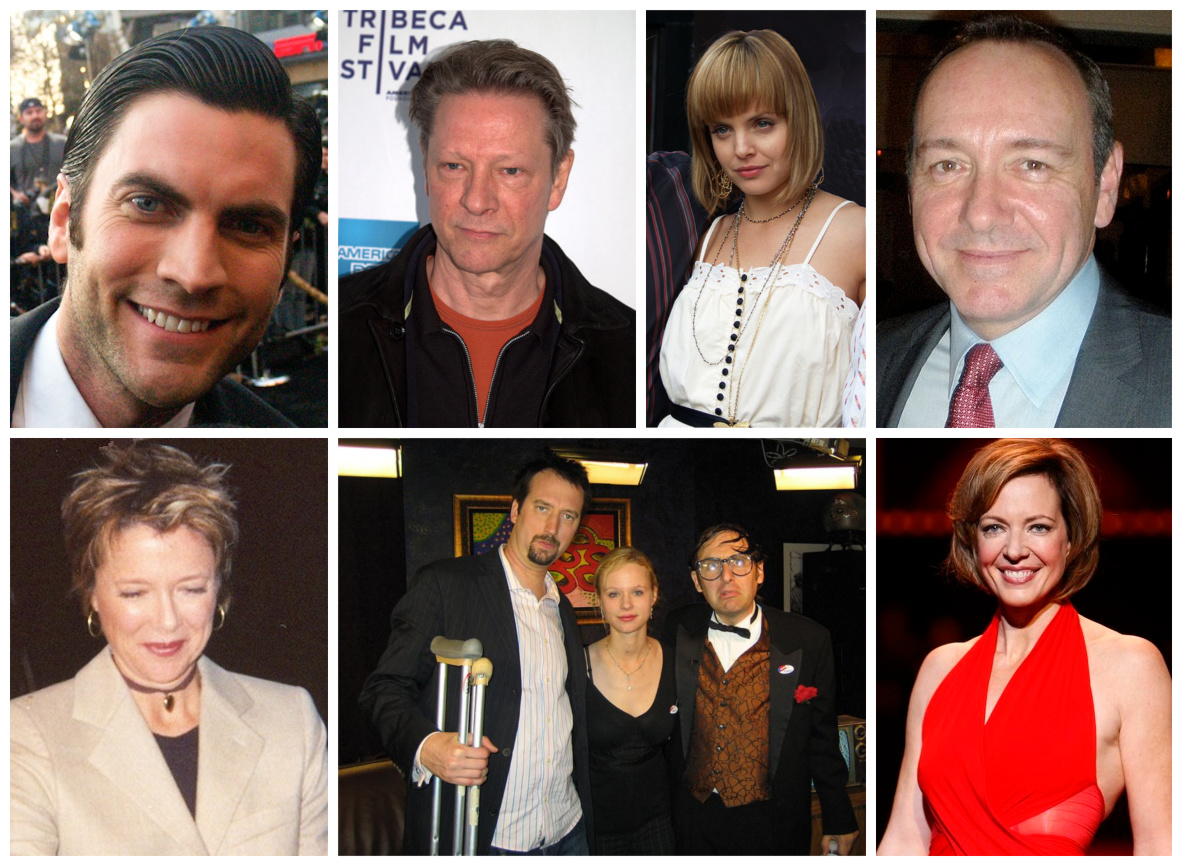
O elenco principal. Em sentido horário: Kevin Spacey, Annette Bening, Thora Birch, Mena Suvari, Allison Janney, Wes Bentley e Chris Cooper.

Mendes tinha Kevin Spacey e Annette Bening em mente para os papéis principais desde o início, porém os executivos da DreamWorks não estavam tão entusiasmados. O estúdio sugeriu várias alternativas, incluindo Bruce Willis, Kevin Costner ou John Travolta para Lester, e Helen Hunt ou Holly Hunter para Carolyn. Mendes não queria uma grande estrela "tirando o peso do filme"; ele achava que Spacey era a escolha certa baseado em suas performances em Glengarry Glen Ross (1992), Seven (1995) e The Usual Suspects (1995). O ator ficou surpreso; ele disse, "Eu geralmente interpreto personagens que são bem rápidos, bem manipulativos e espertos … eu geralmente avanço para o lado sombrio, de águas traiçoeiras. Este é um homem vivendo cada passo em seu tempo, jogando pelos instintos. Isso é na verdade bem mais parecido comigo, ao que sou, do que esses outros papéis". Mendes ofereceu o papel de Carolyn a Bening sem o concentimento do estúdio; apesar de terem ficado bravos com ele, a DreamWorks entrou em negociações com Spacey e Bening em setembro de 1998.
Spacey vagamente baseou o comportamento inicial de Lester em Walter Matthau. Durante o filme, o físico de Lester melhora de flácido a tonificado; Spacey se exercitou durante as filmagens para melhorar seu corpo, porém devido ao fato de Mendes ter filmado as cenas fora de ordem cronológica, o ator variou sua postura para interpretar os estágios. Antes das filmagens, Mendes e Spacey analisaram a atuação de Jack Lemmon em The Apartment (1960), porque Mendes queria que Spacey emulasse "o modo que [Lemmon] se movia, o modo que ele olhava, o modo que ele estava naquele escritório e o modo como ele era um homem ordinário mas ao mesmo tempo um homem especial". A narração de Spacey é uma referência a Sunset Boulevard (1950), que também é narrado em retrospecto por uma personagem morta. Mendes achou que isso evoca a solidão de Lester – e a do filme. Bening lembrou de mulheres de sua juventude para criar sua interpretação: "Eu costumava ser babá constantemente. Você vai até a igreja e vê como as pessoas se apresentam no lado de fora, e então vai para dentro de suas casas e vê a diferença". Bening e um cabeleireiro colaboraram para criar a "coifa de presidente de uma associação de pais", e Mendes e a diretora de arte Naomi Shohan pesquisaram catálogos de vendas para estabelecer o ambiente de "mansão suburbana impecável" de Carolyn. Para ajudar Bening a entrar na mente de Carolyn, Mendes deu a atriz músicas que ele acreditava que a personagem gostaria. Ele lhe entregou a versão de Bobby Darin da canção "Don't Rain on My Parade", que Bening gostou tanto a ponto de persuadir o diretor a incluir uma cena mostrando Carolyn cantando no carro.
Para os papéis de Jane, Ricky e Angela, a DreamWorks deu a Mendes carta branca. Em novembro de 1998, Thora Birch, Wes Bentley e Mena Suvari haviam sido contratados para os papéis – no caso de Birch, apesar do fato de ela ainda ser de menor idade para sua cena de nudez. Bentley superou uma competição com atores bem conhecidos com menos de 25 anos para ser escalado. Para se preparar, Mendes deu a Bentley uma câmera, dizendo para o ator filmar tudo aquilo que ele achava que Ricky filmaria. Peter Gallagher e Allison Janney foram selecionados (como Buddy Kane e Barbara Fitts) depois que as filmagens se iniciaram em dezembro de 1998. Mendes deu a Janney um livro contendo pinturas de Edvard Munch. Ele disse a ela: "Sua personagem está lá em algum lugar". Mendes cortou muito dos diálogos de Barbara, incluindo muitas conversas dela com o Cel. Fitts, já que ele achou que aquilo que era necessário se dizer sobre o casal – sua humanidade e vulnerabilidade – foi transmitido de forma bem sucedida através de seus momentos de silêncio juntos. Chris Cooper interpreta o Cel. Fitts, Scott Bakula interpreta Jim Olmeyer e Sam Robards interpreta Jim Berkley. Jim e Jim foram deliberadamente mostrados como o casal mais normal, feliz – e chato – de todo o filme. A inspiração de Ball para os dois veio após um pensamento que ele teve ao ver um "casal heterossexual brando e chato" que estavam usando roupas combinando: "Mal posso esperar para a época em que um casal gay será tão chato quanto". Ball também incluiu aspectos de um casal homossexual que ele conhecia aos nomes das personagens.
Mendes insistiu em duas semanas de ensaios com o elenco, apesar das seções não terem sido tão formais como costumam ser no teatro, e os atores não podiam estar presente em todas. Várias improvisações e sugestões feitas pelos atores foram incorporadas ao roteiro. Uma cena no início do filme mostrando os Burnham saindo de casa para trabalhar foi inserida tarde na produção para mostrar o quão baixo a relação de Lester e Carolyn tinha chegado. Spacey e Bening trabalharam juntos para criar um senso do amor que suas personagens tinham para com a outra; por exemplo, a cena em que Lester quase seduz Carolyn depois do casal ter brigado sobre ele ter comprado um carro novo foi originalmente "contenciosa em sentido estrito".

### Filmagens
As filmagens duraram cinquenta dias, de 14 de dezembro de 1998 até fevereiro de 1999. American Beauty foi filmado nos estúdios da Warner Bros. em Burbank, Califórnia, em Hancock Park e em Brentwood, bairros da cidade de Los Angeles. Os planos aéreos do começo e final do filme foram gravados sobre Sacramento, Califórnia, e muitas das cenas que se passavam na escola foram feitas na South High School, em Torrance, também na Califórnia; vários dos figurantes no público do ginásio eram estudantes de South High. O filme se passa em um bairro de classe média-alta de uma cidade norte-americana não identificada. A diretora de arte Naomi Shohan gostou de Evanston, Illinois, porém disse, "Não é sobre o lugar, é sobre um arquétipo … Os arredores eram basicamente Qualquer Lugar, E.U.A. – subúrbio em ascensão". A intenção era do cenário refletir as personagens, que também eram arquétipos. Shohan disse, "Todos estão muito fatigados, e suas vidas são construídas". A casa dos Burnham foi desenhada para ser o oposto à dos Fitts – a primeira um ideal imaculado, porém sem graça e faltando "equilíbrio interior", levando ao desejo de Carolyn de pelo menos criar uma aparência de "perfeita casa americana"; a casa dos Fitts é mostrada em "escuridão [e] simetrias exageradas".

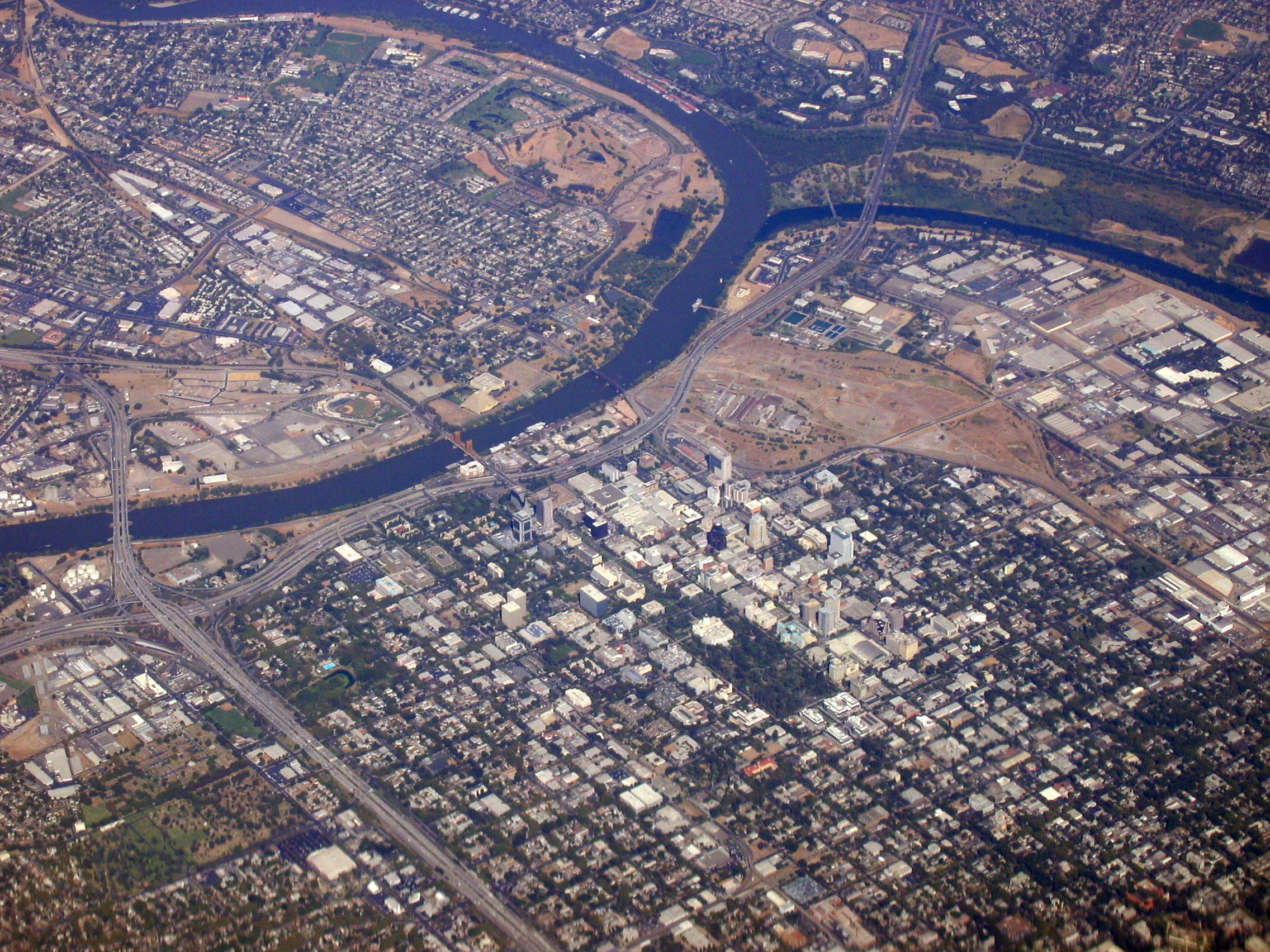
Os planos aéreos do bairro dos Burnham no começo e final do filme foram gravados sobre Sacramento, Califórnia.

A produção selecionou duas propriedades adjacentes na "Blondie Street" do estúdio da Warner para as casas dos Burnham e dos Fitts. A equipe reconstruiu as casas para incorporarem cômodos falsos que estabeleciam ângulos de visão – entre as janelas dos quartos de Ricky e Jane, e entre o quarto de Ricky e a garagem de Lester. As janelas foram especificamente desenhadas para obter o plano crucial ao final do filme em que o Cel. Fitts – olhando do quarto de Ricky – erroneamente assume que Lester está pagando Ricky para fazer sexo. Mendes quis estabelecer o ângulo de visão cedo no filme para criar um senso de familiaridade no público com o plano. Os interiores das casas foram filmadas na Blondie Street da Warner, em locação, e em cenários especiais construídos em estúdios quando tomadas de cima eram necessárias. O interior da residência dos Burnham foi gravado em uma casa perto da Rodovia Interestadual 405 e da Sunset Boulevard em Los Angeles; o interior da residência dos Fitts foi gravado em uma casa no bairro Hancock Park. O quarto de Ricky foi desenhado para se parecer com uma cela e sugerir sua personalidade "monacal", enquanto ao mesmo tempo se misturando com o equipamento de alta tecnologia que reflete seu voyeurismo. A produção deliberadamente minimizou o uso da cor vermelha, já que era um importante elemento temático em outros lugares. A casa dos Burnham usava cores azuis frias, enquanto a dos Fitts seguia uma "palheta militar depressiva".
O estilo visual dominante de Mendes foi deliberado e composto, com um desenho minimalista que fornecia "um sentimento esparso, quase surreal – uma interpretação brilhante, nítida e quase Magritte do subúrbio americano"; Mendes constantemente fazia com que seus decoradores esvaziassem o quadro. Ele fez as cenas das fantasias de Lester "mais fluídas e graciosas", e o diretor fez uso mínimo da steadicam, achando que planos estáveis geravam mais tensão. Por exemplo, quando Mendes usou uma pequena aproximação para a mesa de jantar dos Burnham, ele manteve o plano porque seu treino como diretor de teatro o ensinou sobre a importância de manter certa distância entre as personagens. Ele queria manter a tensão da cena, apenas cortando o plano quando Jane deixa a mesa. Mendes usou uma câmera de mão para a cena em que o Cel. Fitts bate em Ricky. O diretor disse que a câmera deu à cena uma "cinética … energia fora de equilíbrio". Câmeras de mão também foram usadas nos trechos das gravações de Ricky. Ele demorou para conseguir o nível de qualidade desejado para as gravações. Para a imagem do saco plástico, ele usou ventiladores para mover o saco pelo ar. A cena foi gravada em quatro tomadas; duas feitas pela segunda unidade não satisfizeram Mendes, então ele gravou a cena por conta própria. Ele achou que sua primeira tomada não tinha graciosidade, porém, para sua segunda tentativa, Mendes mudou o local para a frente de um muro de tijolos e adicionou folhas no chão. Ele ficou satisfeito com o modo que o muro deu definição ao contorno do saco.
Mendes evitou usar close-ups, já que ele acreditava que a técnica havia sido usada em excesso; ele também citou o conselho de Spielberg de imaginar a silhueta do público na parte de baixo do monitor da câmera, que ele estava filmando algo que seria exibido em uma tela de dez metros. Spielberg – que visitou as gravações algumas vezes – também aconselhou que Mendes não se preocupasse com custos se ele tivesse uma "grande ideia" ao final de um longo dia de trabalho. Mendes disse, "Isso aconteceu umas três ou quatro vezes, e todas estão no filme". Apesar do apoio de Spielberg, a DreamWorks e Mendes brigaram constantemente acerca do cronograma e do orçamento – apesar do estúdio ter interferido pouco no conteúdo do filme. Spacey, Bening e Conrad Hall trabalharam por salários significantemente menores do que normalmente recebiam. American Beauty custou quinze milhões de dólares a DreamWorks para produzir, pouco a mais do que o projetado. Mendes ficou tão insatisfeito com os três primeiros dias de filmagem que ele recebeu permissão da DreamWorks para refilmar. Ele disse, "Eu comecei com a cena errada, na verdade, uma cena cômica. E os atores a interpretaram de um jeito muito grande … foi má filmada, minha culpa, mau composta, minha culpa, figurinos ruins, minha culpa … E todos estavam fazendo aquilo que eu pedia. Foi tudo minha culpa". Ciente do fato de ser um novato, Mendes se inspirou em Hall, seu diretor de fotografia: "Tomei uma decisão bem consciente desde cedo, se eu não entendesse algo tecnicamente, eu diria, sem constrangimentos, 'Não entendo do que está falando, por favor explique'".
Mendes encorajou algumas improvisações; por exemplo, quando Lester se masturba na cama ao lado de Carolyn, o diretor pediu a Spacey para improvisar vários eufemismos em cada tomada. Ele disse, "Eu queria isso não apenas por ser engraçado … mas também porque eu queria que não parecesse ensaiado. Eu queria que parecesse como se ele estivesse falando tudo sem pensar. [Spacey] está tão no controle – eu queria que eles extravasasse". Spacey obedeceu, eventualmente criando 35 frases, porém Bening não conseguia ficar séria todas as vezes, significando que a cena teve de ser filmada dez vezes. A produção usou poucas imagens geradas por computador. A maioria das pétalas de rosa nas fantasias de Lester foram adicionadas na pós-produção, apesar de algumas serem reais e terem cabos segurando-as, removidos digitalmente. Quando Lester fantasia Angela na banheira cheia de rosas, o vapor era real, com exceção do plano de cima. Para posicionar a câmera, um buraco teve de ser feito no teto, por onde o vapor escapou; ele foi adicionado digitalmente.

### Fotografia

Storyboard por Tony Chance da quarta fantasia sexual de Lester com Angela.

Conrad Hall não era a primeira escolha para diretor de fotografia; Mendes acreditava que ele era "muito velho e experiente" para querer o trabalho, e foi dito a ele que Hall era difícil de se trabalhar. No lugar, Mendes ofereceu a posição para Fred Elmes, que recusou por não ter gostado do roteiro. Hall foi recomendado por Tom Cruise por seu trabalho no filme Without Limits, produzido pelo ator. Mendes estava dirigindo a então esposa de Cruise, Nicole Kidman, na peça The Blue Room durante a pré-produção de American Beauty, já tendo feito o storyboard de todo o filme. Hall esteve envolvido durante um mês na pré-produção; suas ideias de iluminação começaram depois dele ler o roteiro pela primeira vez, e outras leituras permitiram que refinasse sua abordagem antes de se encontrar com Mendes. Hall inicialmente estava preocupado de que o público não fosse gostar das personagens; ele apenas conseguiu se identificar com elas durante os ensaios com o elenco, que lhe rendeu ideias novas para os visuais.
A abordagem de Hall foi de criar composições pacíficas que evocavam o classicismo para contrastar com os eventos turbulentos em tela e permitir que o público acompanhasse a ação. Mendes e Hall primeiramente iriam discutir o clima pretendido para uma cena, porém o diretor de fotografia tinha permissão para iluminar a tomada do modo que achasse necessário. Na maioria dos casos, Hall começaria iluminando o sujeito da cena ao "pintar nos" brancos e pretos, antes de adicionar o resto da iluminação, que ele refletia de algum painel no teto. Essa abordagem deu a Hall um maior controle sobre as sombras enquanto mantinha a iluminação sem obstruções e as áreas escuras livres de sobras. Hall filmou American Beauty na proporção de tela 2:39:1 com o formato Super 35, usando filmes de 35 mm das câmeras Kodak Vision 500T 5279. Ele usou Super 35 parcialmente porque seu alcance maior permitia a captura de elementos como os cantos da piscina de pétalas no plano de cima, criando um quadro ao redor de Angela. Hall filmou o filme inteiro com a mesma abertura focal; dado sua preferência por tomadas amplas, ele usou filmes de alta velocidade para permitir efeitos de luz mais sutis. Ele usou câmeras Panavision Platinum com a série Primo de lentes da companhia. Hall usou filmes Kodak Vision 200T 5274 e EXR 5248 para cenas com efeitos de luz do dia. Ele teve dificuldade em se adaptar aos novos filmes Vision da Kodak, que, combinados com seu ciclo de iluminação cheio de contraste, criava um visual com contrastes excessivos. O diretor de fotografia contatou a Kodak, que enviou um lote de 5279 com cinco por cento a menos de contraste. Ele usou um filtro Tiffen Black ProMist de um oitavo de polegada em quase todas as cenas, que Hall disse em retrospecto que pode não ter sido a melhor escolha, já que os passos ópticos para a cópia anamórfica do filme levavam a uma pequena degradação; dessa forma, a difusão do filtro não era necessária. Quando ele viu o filme pela primeira vez no cinema, Hall achou a imagem um pouco obscura e que ele não havia usado o filtro; a difusão da conversão Super 35–anamórfico geraria uma imagem mais próxima de sua intenção original.
A cena em que Lester e Ricky fumam maconha atrás de um prédio veio de um mal-entendido entre Hall e Mendes. O diretor pediu para que Hall preparasse a cena em sua ausência; Hall pensou que as personagens gostariam de privacidade, então ele as colocou na passagem entre um caminhão e o prédio, com a intenção de iluminá-las do topo do veículo. Quando Mendes voltou, ele explicou que as personagens não se importariam se fossem vistas. Ele removeu o caminhão e Hall teve de repensar a iluminação; ele os iluminou da esquerda, com uma luz cruzando os atores, e com uma pequena lâmpada atrás da câmera. Hall achou que o plano amplo consequente "funcionou perfeitamente para o tom da cena". Ele quis ter a certeza de manter a chuva, ou a sujestão dela, em todos os planos do final do filme. Em um plano durante o encontro de Lester e Angela, Hall criou efeitos de chuva nas luzes do primeiro plano; em outra, ele iluminou parcialmente os dois através de janelas francesas, as quais ele adicionou um material para fazer a água descer de forma mais devagar, intensificando a luz (apesar da força da luz externa não ter sido realista para uma cena noturna, Hall a achou justificável devido ao forte contraste que ela produzia). Para os closes quando Angela e Lester vão para o sofá, ele tentou manter a chuva no quadro, iluminando pela janela e para o teto.

### Edição
American Beauty foi editado por Christopher Greenbury e Tariq Anwar; Greenbury começou no trabalho, porém teve de sair no meio da pós-produção devido a um conflito de cronograma com Me, Myself & Irene (2000). Mendes e um assistente editaram o filme por dez dias antes de Anwar assumir. Mendes percebeu durante a edição que o filme era diferente daquele que ele havia visualizado. Ele acreditva estar fazendo um filme "muito mais caprichoso … caleidoscópico" do que a edição mostrou. Ao invés disso, o diretor foi levado a emoções e ao sombrio; ele começou a usar a trilha sonora e planos que planejará descartar para moldar o filme nessas linhas. No total, ele cortou por volta de trinta minutos de seu corte original. A abertura incluia um sonho em que Lester se imaginava voando sobre a cidade. Mendes passou dois dias filmando Spacey contra uma tela azul, porém removeu a sequência acreditando que ela era muito excêntrica – "como um filme dos irmãos Coen" – e dessa forma inapropriada para o tom que ele tentava criar. A abertura do corte final reusa uma cena do meio do filme, em que Jane diz para Ricky matar seu pai. Essa cena era para ser a revelação ao público de que o casal não era responsável pela morte de Lester, já que o modo que ela foi atuada e musicalizada deixava claro que o pedido de Jane não era sério. Entretanto, na porção que ele usou na abertura, Mendes removeu a trilha e deixou de fora um plano de reação de Ricky que deixava uma certa ambiguidade sobre sua culpa. O plano subsequente – uma visão aérea do bairro – tinha a intenção original de ser o fundo para os efeitos de tela azul da sequência do sonho.
Mendes passou mais tempo recortando os primeiros dez minutos do que todo o resto do filme. Ele testou várias versões da abertura; o primeiro corte continha cenas do final mostrando Ricky e Jane sendo condenados pelo assassinato de Lester, porém o diretor as cortou na última semana de edição por achar que o filme perdia seu mistério, e porque elas não se encaixavam com o tema de redenção que emergiu durante a pós-produção. Mendes achou que o julgamento tirava o foco das personagens e transformava o filme em "um episódio de NYPD Blue". Ao invés disso, ele desejava que o final fosse "uma mistura poética de um sonho e memória e resolução narrativa". Quando Ball viu pela primeira vez o corte completo, era um corte com versões truncadas dessas cenas. Ele as achou tão curtas que "não realmente registravam". Ele e o diretor discutiram, porém o roteirista foi mais receptivo depois de Mendes ter cortado completamente as sequências; Ball achou que sem as cenas o filme era mais otimista e tinha evoluído para algo que "mesmo em sua obscuridade há um romance no fundo".

### Música
A trilha sonora de Thomas Newman foi gravada em Santa Mônica, Califórnia. Ele usou principalmente instrumentos de percussão para criar o ânimo e ritmo, com a inspiração vinda de Mendes. Newman "favoreceu pulso, ritmo e cor sobre a melodia", criando uma trilha minimalista diferente de suas anteriores. Ele construiu cada faixa de forma "pequena, repetindo frases sem fim" – frequentemente, a única variação era através do "afinamento da textura para oito compassos". Os instrumentos de percussão incluíam tablas, bongôs, pratos, piano, xilofones e marimbas; outros instrumentos incluíam violões, flautas e instrumentos da música do mundo. Newman também usou música eletrônica, e em faixas "rápidas" usou métodos não ortodoxos, como bater em tigelas de metal com e usar um bandolim desafinado. O compositor achou que a trilha ajudou o filme a prosseguir sem perturbar a "moral ambígua" do roteiro: "Era um ato de equilíbrio bem delicado em termos do tipo de música para preservar [isso]".
A trilha sonora possui canções de Newman, Bobby Darin, The Who, Free, Eels, The Guess Who, Bill Withers, Betty Carter, Peggy Lee, The Folk Implosion, Gomez e Bob Dylan, como também duas versões cover – "Because", dos The Beatles, por Elliott Smith, e "Don't Let It Bring You Down", de Neil Young, por Annie Lennox. Produzido pelo supervisor musical  Chris Douridas, um álbum resumido foi lançado em 5 de outubro de 1999, que acabou sendo indicado ao Grammy Award de Melhor Álbum de Trilha Sonora. Um álbum contendo 19 faixas da trilha sonora original de Newman foi lançado em 11 de janeiro de 2000, vencendo o Grammy Award de Melhor Álbum de Trilha Sonora Orquestral. A revista Filmmaker considerou a trilha como um dos melhores trabalhos de Newman, dizendo que "[permitia] as aspirações transcendentes do filme". Em 2006, a revista escolheu a trilha como uma das vinte essências do gênero, acreditando que ela falava às "complexas e inovativas relações entre música e história visual".

## Lançamento

### Divulgação
A DreamWorks SKG contratou a Amazon.com para criar o site oficial, se tornando a primeira vez que a Amazon criou uma seção especial dedicada a um filme. O website incluía uma sinopse, uma galeria de fotos, biografias do elenco e da equipe de produção, e entrevistas exclusivas com Spacey e Bening. A tagline do filme – "olhe bem de perto" – originalmente veio de um recorte colado pelo decorador no cubículo de trabalho de Lester. A DreamWorks executou campanhas de divulgação paralelas e trailers – um visando os adultos, e outro visando os adolescentes. Ambos os trailers terminavam com a imagem do pôster, a garota segurando a rosa na barriga. Ao rever os pôsters de vários filmes de 1999, David Hochman da Entertainment Weekly elogiou muito o de American Beauty, dizendo que ele evocava a tagline; ele disse, "Você volta ao pôster de novo e de novo, pensando, dessa vez vai encontrar algo". A DreamWorks não queria exibir o filme para públicos teste; de acordo com Mendes, o estúdio estava satisfeito, porém ele insistiu em uma onde pudesse fazer perguntas ao público após o final. O estúdio relutantemente concordou e exibiu o filme para um público jovem em São José, Califórnia. Mendes afirmou que a exibição foi muito boa.

### Exibição
American Beauty teve sua estreia mundial em 8 de setembro de 1999 no Grauman's Egyptian Theatre em Los Angeles. Três dias depois, foi exibido no Festival Internacional de Cinema de Toronto. Com os cineastas e o elenco na plateia, ele foi exibido em várias universidades norte-americanas, incluindo a Universidade da Califórnia em Berkeley, a Universidade de Nova Iorque, a Universidade da Califórnia em Los Angeles, a Universidade do Texas e a Universidade Northwestern.

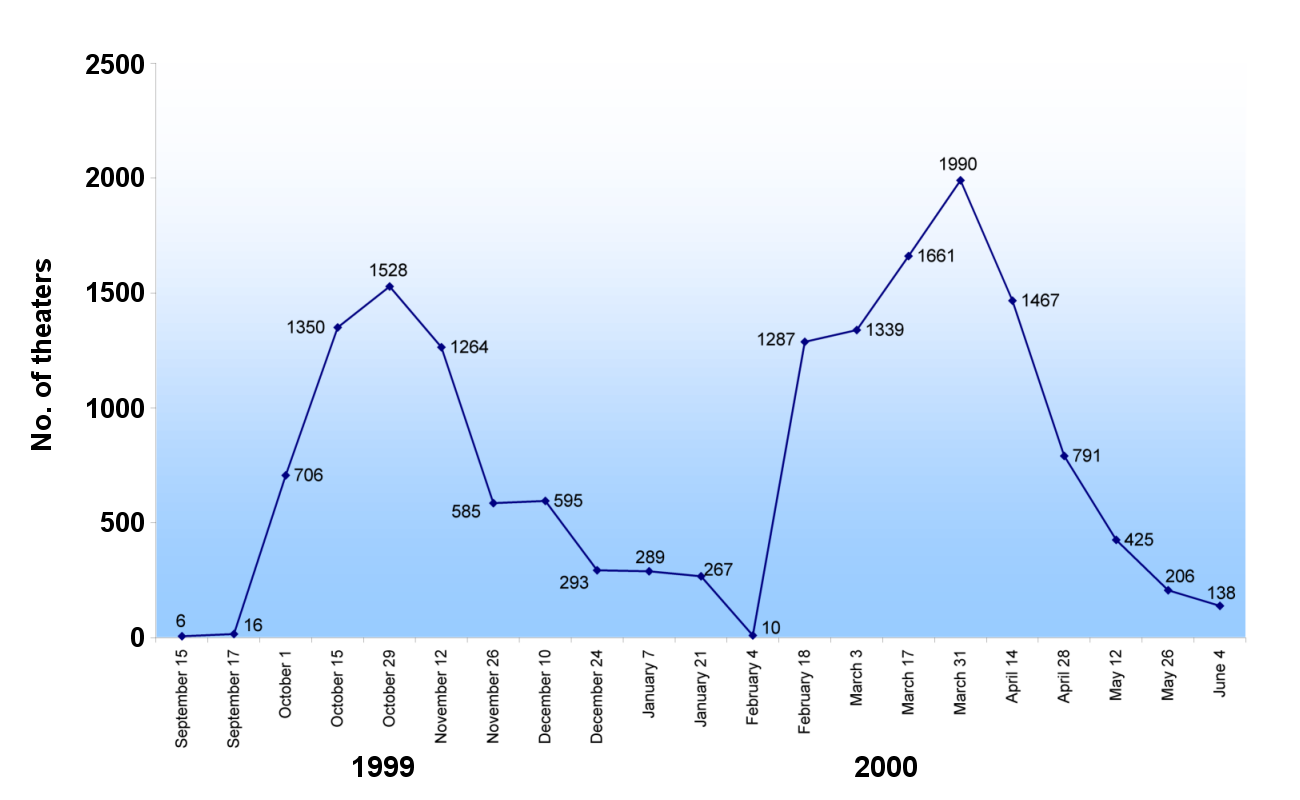
Gráfico mostrando o número de cinemas em que American Beauty foi exibido na América do Norte no período 1999–2000. Depois do sucesso do filme no Golden Globe em janeiro de 2000, a DreamWorks reexpandiu sua presença no mercado para 1 990 cinemas.

Em 15 de setembro de 1999, American Beauty estreou para o público com um lançamento limitado em três cinemas de Nova Iorque e três de Los Angeles. Mais cinemas foram adicionados durante a exibição limitada, e em 1 de outubro o filme oficialmente teve um lançamento geral ao ser exibido em 706 cinemas na América do Norte. O filme arrecadou 8.188.587 de dólares no fim de semana, chegando a terceiro lugar nas bilheterias. Pesquisas com o público feitas pela firma de pesquisa de mercado CinemaScore deram a American Beauty uma nota média de "B+". A contagem de cinemas alcançou seu máximo com 1 528 no final do mês, antes de uma queda gradual. Depois das vitórias de American Beauty no Prêmios Globo de Ouro, a DreamWorks reexpandiu a presença de cinemas depois de um mínimo de sete no meio de fevereiro, para um máximo de 1 990 em março. O filme encerrou sua exibição na América do Norte em 4 de junho de 2000, tendo arrecadado 130,1 milhões de dólares.
American Beauty teve sua estreia europeia no Festival de Cinema de Londres em 18 de novembro de 1999; em janeiro de 2000, ele começou a ser exibido em vários territórios fora da América do Norte. Estreou em Israel para retornos "potentes", e lançamentos limitados na Alemanha, Itália, Áustria, Suíça, Holanda e Finlândia a partir de 21 de janeiro. Depois das estreias no dia 28 de janeiro na Austrália, Reino Unido, Espanha e Noruega, American Beauty arrecadou sete milhões de dólares em doze países para um total de 12,1 milhões fora da América do Norte. Em 4 de fevereiro, o filme estreou na França e Bélgica. Expandindo-se para 303 cinemas no Reino Unido, o filme ficou em primeiro nas bilheterias com 1,7 milhões de dólares. No fim de semana de 18 de fevereiro – depois das oito indicações de American Beauty no Oscar 2000 – o filme arrecadou 11,7 milhões de dólares em 21 territórios, para um total de 65,4 milhões fora da América do Norte. O filme teve boas estreias na Hungria, Dinamarca, República Checa, Eslováquia e Nova Zelândia.
Em 18 de fevereiro, os territórios de maior sucesso eram o Reino Unido (15,2 milhões), Itália (10,8 milhões), Alemanha (10,5 milhões), Austrália (seis milhões) e França (5,3 milhões). As indicações ao Oscar garantiram que as arrecadações ao redor do globo continuassem fortes; no fim de semana seguinte, American Beauty arrecadou 10,9 milhões de dólares em 27 países, com estreias fortes no Brasil, México e Coreia do Sul. Outros lugares de alta arrecadação incluíam a Argentina, Grécia e Turquia. No fim de semana de 3 de março de 2000, American Beauty estreou fortemente em Hong Kong, Taiwan e Singapura, mercados tradicionalmente "não receptivos a esse tipo de conto de classe alta". A impressionante performance na Coreia do Sul continuou, com uma arrecadação de 1,2 milhões de dólares depois de nove dias. No total, American Beauty arrecadou 130.096.601 na América do Norte e 226 200 000 internacionalmente, para um total mundial de 356 296 601 de dólares.

### Classificação indicativa
Em seu país de origem, American Beauty recebeu da Motion Picture Association of America (MPAA) uma classificação R por conter "forte sexualidade, linguagem, violência e consumo de drogas". Desta forma, o filme foi recomendado pela associação apenas para maiores de 17 anos. O portal CommonSenseMedia também manteve a idade prevista pela MPAA. Por outro lado, pais usuários do site o recomendaram para maiores de 16 anos, e crianças colocaram 13 anos. No Brasil, em seu lançamento para os cinemas, o filme recebeu a classificação de "impróprio para menores de 14 anos", de acordo com o Departamento de Justiça, Classificação, Títulos e Qualificação (DEJUS). Por outro lado, em sua primeira exibição na Rede Globo em agosto de 2003, American Beauty recebeu uma tarja de "imprópria para menores de 16 anos", e em seu lançamento em DVD, "imprópria para menores de 18 anos". Tais classificações foram atribuídas devido à presença de "conflitos psicológicos, consumo de drogas, desvirtuamento de valores éticos e violência". Em Portugal, a organização de Inspecção-Geral das Actividades Culturais atribuiu uma classificação M/16. Assim, foi recomendado para maiores de 16 anos.

### Home video
American Beauty foi lançado em VHS no dia 9 de maio de 2000 e em DVD no formato DTS em 24 de outubro de 2000. Antes do lançamento para aluguel na América do Norte em 9 de maio, a Blockbuster Video queria comprar centenas de milhares de cópias para sua série "títulos garantidos", significando que qualquer um que quisesse alugar o filme teria a garantia de uma cópia. A Blockbuster e a DreamWorks não conseguiram chegar a um acordo em relação a divisão de lucros, então a Blockbuster encomendou apenas dois terços do número de cópias que queria originalmente. A DreamWorks disponibilizou por volta de um milhão de cópias para aluguel; a Blockbuster eventualmente ficaria com quatrocentas mil. Algumas lojas da Blockbuster receberam apenas sessenta cópias, enquanto outras nem o receberam, forçando os clientes a encomendarem o filme. A estratégia forçou os atendentes a lerem uma declaração explicando a situação; a Blockbuster afirmou que estava apenas "[monitorando] a demanda do consumidor" devido a disponibilidade reduzida. A estratégia da companhia vazou antes de 9 de maio, levando a um aumento de trinta por cento nos pedidos do filme. Em sua primeira semana disponível para aluguel, American Beauty fez 6,8 milhões de dólares. A arrecadação teria sido menor do que o esperado se a DreamWorks e a Blockbuster tivessem chegado a um acordo. No mesmo ano, The Sixth Sense fez 22 milhões de dólares, enquanto Fight Club fez 8,1 milhões, apesar da bilheteria norte-americana do segundo ter sido apenas 29 por cento da arrecadação de American Beauty. A estratégia da Blockbuster também afetou o preço do aluguel; American Beauty tinha um preço médio de 3,12 de dólares, comparado aos 3,40 de dólares de outros títulos. Apenas 53 por cento dos alugueis do filme vinham de mercados grandes na primeira semana, comparado aos usuais 65 por cento.
O lançamento de DVD incluía um documentário de bastidores, um faixa de comentário em áudio com Mendes e Ball e uma apresentação de storyboards discutida por Mendes e Hall. No comentário do filme, Mendes se refere a cenas deletadas que ele queria incluir no lançamento. Entretanto, essas cenas não foram colocadas no DVD já que ele mudou de ideia após gravar o comentário; Mendes achou que mostrar tais cenas iria interferir na integridade do filme.
Em 21 de setembro de 2010, a Paramount Home Entertainment lançou American Beauty em Blu-ray, como parte da Sapphire Series do estúdio. Todos os extras do DVD estavam presentes, com os trailers melhorados para a alta definição.

## Crítica
American Beauty foi amplamente considerado como um dos melhores filmes de 1999 pela imprensa norte-americana; recebeu enormes elogios, principalmente para Mendes, Ball e Spacey. A Variety escreveu, "Nenhum outro filme de 1999 se beneficiou de tantos elogios universais". Foi o filme mais bem recebido no Festival Internacional de Cinema de Toronto, vencendo o People's Choice Award. O diretor do festival, Piers Handling, disse, "American Beauty foi a sensação do festival, o filme mais falado".
Escrevendo para a Variety, Todd McCarthy disse que o elenco "não poderia ser melhor"; ele elogiou Spacey pela "manipulação de insinuações, sarcasmo sutil e conversa brusca" e por dar a Lester um "sentimento genuíno". Janet Maslin, do The New York Times, disse que o ator estava mais "espirituoso e ágil" do que nunca, e Roger Ebert, do Chicago Sun-Times, destacou Spacey por interpretar de forma bem sucedida um homem que "faz coisas irresponsáveis e imprudentes [mas que] não engana a si mesmo". Kevin Jackson, do Sight & Sound, disse que Spacey impressionava em modos distintos do que suas interpretações anteriores, com o aspecto mais satisfatório sendo sua interpretação de um "herói e sapo". Escrevendo para a Film Quartely, Gary Hentzi elogiou os atores, porém disse que personagens como Carolyn e o Cel. Fitts eram estereótipos. Hentzi acusou Mendes e Ball de se identificarem muito rapidamente com Jane e Ricky, dizendo que o segundo era sua "figura fantástica" – um artista absurdamente rico capaz de "financiar [seus] próprios projetos". Hentzi disse que Angela era a adolescente mais crível, particularmente com suas "dolorosamente familiares" tentativas de "viver de acordo com uma imagem indigna de si mesma". Maslin concordou que algumas personagens não eram originais, porém disse que suas caracterizações detalhadas as tornaram memoráveis. Kenneth Turan, do Los Angeles Times, disse que os atores lidaram "impecavelmente" com os papéis difíceis; ele chamou a interpretação de Spacey de "a energia que move o filme", afirmando que o ator comandou o envolvimento do público apesar de Lester nem sempre ser simpático. "Contra probabilidades consideráveis, nós gostamos [dessas personagens]", concluiu Turan.
Maslin achou que Mendes dirigiu o filme com um "toque visual fantástico", dizendo que seu estilo minimalista equilibrava "o mordaz e o brilhante" e que evocava as "vinhetas delicadas e erotizadas" de seus trabalhos no teatro. Jackson disse que as raízes teatrais de Mendes apareceram raramente, e que o aspecto "mais notável" foi que a interpretação de Spacey não ofuscou o filme. Ele disse que o diretor trabalhou suavemente através das complexidades do roteiro para as forças do elenco, e que armou as mudanças de tom de forma habilidosa. McCarthy achou que American Beauty foi um "espetacular cartão de visitas" para os estreantes em longas Mendes e Ball. Ele disse que a "mão segura" de Mendes foi "tão precisa e controlada" como em seu trabalho no teatro. McCarthy citou o envolvimento de Hall como feliz para Mendes, já que o diretor de fotografia foi "sem igual" ao transmitir os temas do trabalho. Turan concordou que a escolha de colaboradores de Mendes foi "perspicaz", citando Hall e Newman em particular. Turan sugeriu que American Beauty tenha se beneficiado da inexperiência do diretor, já que sua "ousadia de qualquer coisa é possível" o fez tentar coisas que diretores mais experientes poderiam ter evitado. Ele achou que a maior realização de Mendes foi a de "capturar e realçar [a] dualidade" do roteiro de Ball – as personagens simultaneamente "caricaturadas … e dolorosamente reais". Hentzi, apesar de crítico de certas escolhas, admitiu que o filme mostrou seus "talentos consideráveis".
Turan citou a falta de constrangimento de Ball no roteiro como uma das razões por sua singularidade, particularmente em relação a suas sutis mudanças de tom. McCarthy disse que o roteiro era "tão fresco e distinto" como qualquer um de seus contemporâneos no cinema norte-americano, e o elogiou pelo modo que analisava as personagens enquanto não comprometia o ritmo da narrativa. Ele chamou os diálogos de Ball de "azedos" e disse que as personagens – com exceção de Carolyn – eram "profundamente elaboradas". Uma falha, McCarthy disse, foi a revelação da homossexualidade do Cel. Fitts, que ele afirmou evocar um "freudianismo muito antigo". Jackson disse que o filme transcendeu sua ambientação cliché para se tornar uma "comédia sombria e maravilhosamente engenhada". Ele disse que mesmo quando o filme apelava para risadas de sitcons, ele fez isso com "nuâncias inesperadas". Hentzi criticou o mistério do filme acerca da morte de Lester, acreditando ser meramente manipulativo e um modo de gerar suspense. McCarthy citou a produção e o desenho de figurinos como pontos fortes, também dizendo que a trilha sonora criava um "contraponto irônico" a história. Hentzi concluiu que American Beauty era "vital, mas desigual"; ele achou que a examinação do filme sobre "os modos que os adolescente e adultos imaginam a vida do outro" era seu melhor ponto, e que apesar da dinâmica de Lester e Angela ser familiar, sua ironia romântica estava ao lado dos "tratamentos mais duradouros da literatura" do tema, como Lolita. Mesmo assim, ele achou que os temas de materialismo e conformidade do filme nos subúrbios norte-americanos eram "banais". McCarthy reconheceu que o cenário era familiar, porém disse que ele apenas dava ao filme um "ponto de partida" para mostrar seu "conto sutil e de julgamento agudo". Maslin concordou; disse que apesar do filme "mirar em alvos que não são muito novos", e que o tema de não-conformidade não ter surpreendido, ele tinha sua própria "novidade corrosiva". Ebert deu a American Beauty quatro estrelas de um máximo de quatro, e Turan disse que era feito em camadas, subversivo, complexo e surpreendente, concluindo: "um excelente filme".
Poucos meses após seu lançamento, relatos de um retrocesso apareceram na imprensa norte-americana, e desde então o respeito da crítica por American Beauty diminuiu. Em 2005, a Premiere escolheu American Beauty como um dos vinte "filmes mais superestimados de todos os tempos"; Mendes aceitou a inevitabilidade da reavaliação da crítica, dizendo, "Eu achei que algumas foram inteiramente justificadas – eu fui elogiado excessivamente na época".

## Prêmios
American Beauty não foi considerado um favorito para dominar a temporada de prêmios norte-americanos. Vários outros competidores estrearam no final de 1999, e os críticos espalharam suas honrarias para eles ao compilar suas listas de final de ano. A Associação de Críticos de Cinema de Chicago e a Broadcast Film Critics Association elegeram-no como o melhor filme de 1999, porém, apesar de o Círculo de Críticos de Cinema de Nova York, a Sociedade Nacional de Críticos de Cinema e a Associação dos Críticos de Cinema de Los Angeles terem reconhecido American Beauty, eles deram seus prêmios principais para outros filmes. Ao final do ano, relatos de um retrocesso da crítica sugeriam que American Beauty era a zebra na corrida para Melhor Filme; todavia, no Globo de Ouros de janeiro de 2000, American Beauty venceu Melhor Filme – Drama (Cohen), Melhor Diretor (Mendes) e Melhor Roteiro (Ball).
Enquanto as indicações do Oscar 2000 se aproximavam, um favorito ainda não havia emergido. A DreamWorks SKG lançou uma grande campanha para American Beauty cinco semanas antes das cédulas de votação serem enviadas para os mais de 5 600 votantes da Academia. A campanha combinava publicidade tradicional e publicidade com estratégias mais focadas. Apesar de campanhas de cartas diretas serem proibidas, a DreamWorks chegou aos votantes ao promover o filme em "lugares casuais e confortáveis" dentro de suas comunidades. O candidato do estúdio para Melhor Filme no ano anterior, Saving Private Ryan, perdeu para Shakespeare in Love, então a DreamWorks tomou uma nova abordagem ao contratar gente de fora para contribuir com a campanha. Foram contratados três consultores veteranos, que falaram para o estúdio "pensar pequeno". Nancy Willen encorajou a DreamWorks a produzir um especial sobre a produção de American Beauty, a criar mostras do filme em livrarias e arranjar uma sessão de perguntas e respostas com Mendes para o British Academy of Film and Television Arts. Dale Olson aconselhou o estúdio a fazer propagandas em publicações livres que circulavam em Beverly Hills – onde a maioria dos votantes mora – além de grandes jornais. Olson conseguiu exibir American Beauty para mil membros do Fundo dos Atores da América, já que muitos dos atores participantes também eram votantes. Bruce Feldman levou Ball para o Festival de Cinema Internacional de Santa Barbara, onde roteirista compareceu a um jantar em homenagem a Anthony Hopkins, encontrando vários dos votantes entre os convidados.
Em fevereiro de 2000, American Beauty foi indicado a oito Oscars; seus rivais mais próximos, The Cider House Rules e The Insider, receberam sete indicações cada. Em março de 2000, todas as principais organizações de trabalho da indústria deram suas principais honrarias a American Beauty; as percepções haviam mudado – o filme era agora um favorito a dominar o Oscar. Seu principal rival ao prêmio de melhor filme ainda era The Cider House Rules, da Miramax. Ambos os estúdios montaram campanhas agressivas; a DreamWorks comprou 38% a mais em espaços publicitários na Variety do que a Miramax. Em 26 de março de 2000, American Beauty venceu cinco Oscars: Melhor Filme (Cohen e Jinks), Melhor Diretor (Mendes), Melhor Ator (Spacey), Melhor Roteiro Original (Ball) e Melhor Fotografia (Hall). No BAFTA Award do mesmo ano, venceu seis dos catorze prêmios que havia sido indicado: Melhor Filme (Cohen e Jinks), Melhor Ator (Spacey), Melhor Atriz (Bening), Melhor Fotografia (Hall), Melhor Música (Newman) e Melhor Edição (Anwar e Greenbury). Em 2000, o Sindicato dos Publicitários da América reconheceu a DreamWorks por Melhor Campanha Publicitária para um Filme. Em setembro de 2008, a Empire escolheu American Beauty como o #96 "Melhor Filme de Todos os Tempos" depois de uma pesquisa realizada com mil leitores, 150 cineastas e cinquenta críticos de cinema.